# ノーフォーク級重巡洋艦
ノーフォーク級重巡洋艦（ノーフォークきゅうじゅうじゅんようかん、Norfolk class heavy cruiser）はイギリス海軍が建造した重巡洋艦でカウンティ級重巡洋艦の第三グループで2隻が就役した。

## 概要
1922年に締結されたワシントン条約の制限に基づき、基準排水量は1万トン以下で主砲は20.3ｃｍ（8インチ）砲を搭載する条約型重巡洋艦として設計されたのが本級で、艦名に州名（カウンティ）が名づけられた事からカウンティ級と呼称されている。1926年度計画において「ノーフォーク」と「ドーセットシャー」の2隻が建造された。前級までに問題があった弾薬供給装置を改善して軽量化する目的であったが逆に重量増加してしまい軽量化に失敗した。
軽量化には失敗したものの、弾火薬庫の防御範囲拡張や新設計MkII砲塔を搭載するなど、改善が施されている。

## 艦形

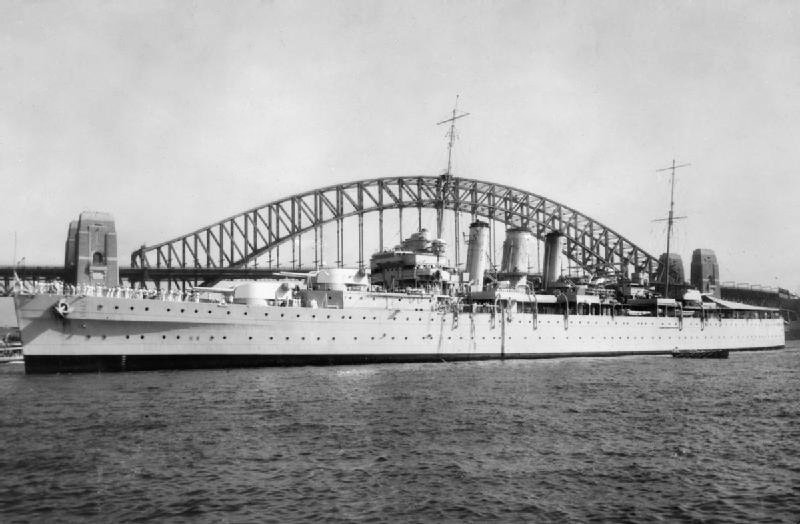
竣工後の1938年にシドニー港で撮られた「ドーセットシャー」。

本級の基本設計はエメラルド級軽巡洋艦延長であるが基準排水量が1万トン台の大型となったため、水面からの乾舷が艦首から艦尾まで高く、側面には凌波性を良くするフレア（反り返り）の付いた平甲板型船体を採用できた。水線部の船体形状は船体長は192mもあり、船体の幅を抑えた水の抵抗を少ない船体形状に成形した事により少ない機関出力でも高速を出しやすい形状であった。
垂直に切り立った艦首から艦首甲板上に20.3cm砲を収めた連装式の主砲塔が背負い式配置で2基、2番主砲塔の基部から上部構造物が始まり、その上に近代的な塔型艦橋が立つが前級において2番主砲塔と艦橋の位置が近かったために前部主砲を側面に向けて撃つと爆風被害を受けるために本級において約7.5m間隔が開けられたのが外観上の識別点である。
艦橋の背後に簡素な単脚式の前後マストに挟まれるように2番煙突のみ太い3本煙突が立つ。艦橋に煤煙がかからないように煙突は後方に傾斜されたが、効果が無かったために公試中に煙突を約4.6m高くして改善する必要があった。煙突の周囲は艦載艇置き場となっており、2本1組のボード・ダビッドが片舷4組ずつ計8組により運用された。
中央甲板の後方は水上機施設で、水上機は3番煙突の基部に設けられたクレーンが片舷1基ずつ計2基で運用され、船体後部に水上機1機を収められる格納庫が設けられ、上部は後部見張所を兼ねていた。後部マストの後方の後部甲板上に20.3cm連装砲塔が後向きに背負い式配置で2基配置された。
本級の副武装・対空火器として10.2cm高角砲は単装砲架で片舷2基ずつ計4基が3本煙突の側面に配置され、舷側甲板上に53.3cm四連装魚雷発射管で片舷1基ずつ計2基が配置された。舷側部は客船のように艦首から艦尾まで上下2列の舷窓が立ち並び、同時期のフランス海軍の巡洋艦と同じく海外に植民地を持つ外洋海軍ならではの高温多湿の海外任務で乗員が健康を損ねないように設計されている事が窺える。
なお、ノーフォークのみ1944年に大規模な改装が行われ、3番主砲塔1基を撤去して浮いた重量で対空火器を強化し、新たに274型・277型・281B型・283型・293型レーダーを搭載した。

## 兵装

### 主砲

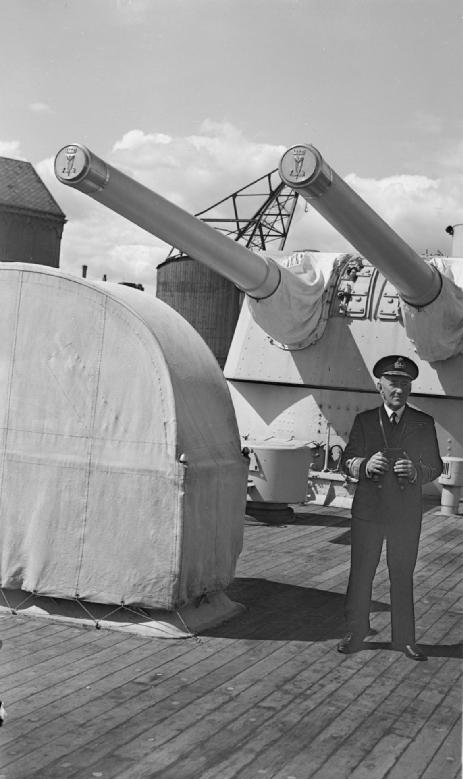
1945年に撮られた「シュロップシャー」の前部主砲塔。手前の人物はローデリック・ロバート・マグリガー少将（:en:Rhoderick McGrigor）

主砲は新設計の「Mark VIII 20.3cm（50口径）砲」である。特徴としてはその性能は同世代の連合側では極めて軽い116.1kgの砲弾を仰角45度で28,030mという射程を得ているこの砲を新型のMarks II型連装砲塔に収めた。砲塔の俯仰能力は仰角50度・俯角3度である。旋回角度は単体首尾線方向を0度として左右150度の旋回角度を持つ。発射速度は毎分6発であるが実用速度は3発程度であった。

### 備砲、魚雷兵装

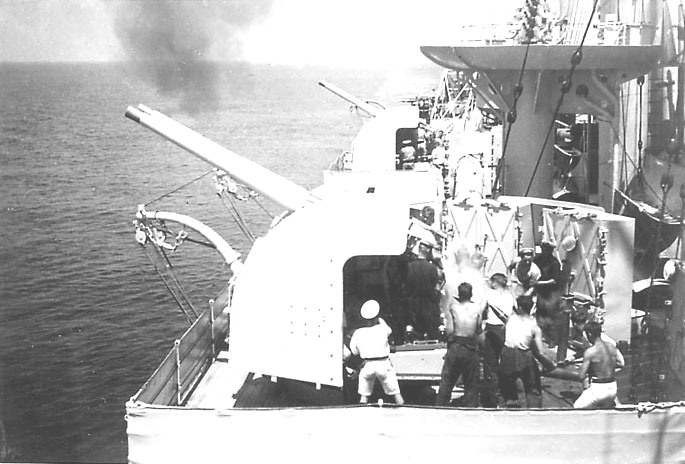
写真は「ドーセットシャー」の10.2cm連装高角砲の写真。

高角砲は「Mark V 10.2cm（45口径）高角砲」を採用している。その性能は14.6kgの砲弾を仰角44度で15,020m、最大仰角80度で9,450mの高度まで到達できた。単装砲架は左右方向に180度旋回でき、俯仰は仰角80度、俯角5度で発射速度は毎分10発から15発だった。これを単装砲架で4基4門を搭載したが後に主砲が対空砲として有用ではないと解ってから連装砲架で4基8門に増備した。

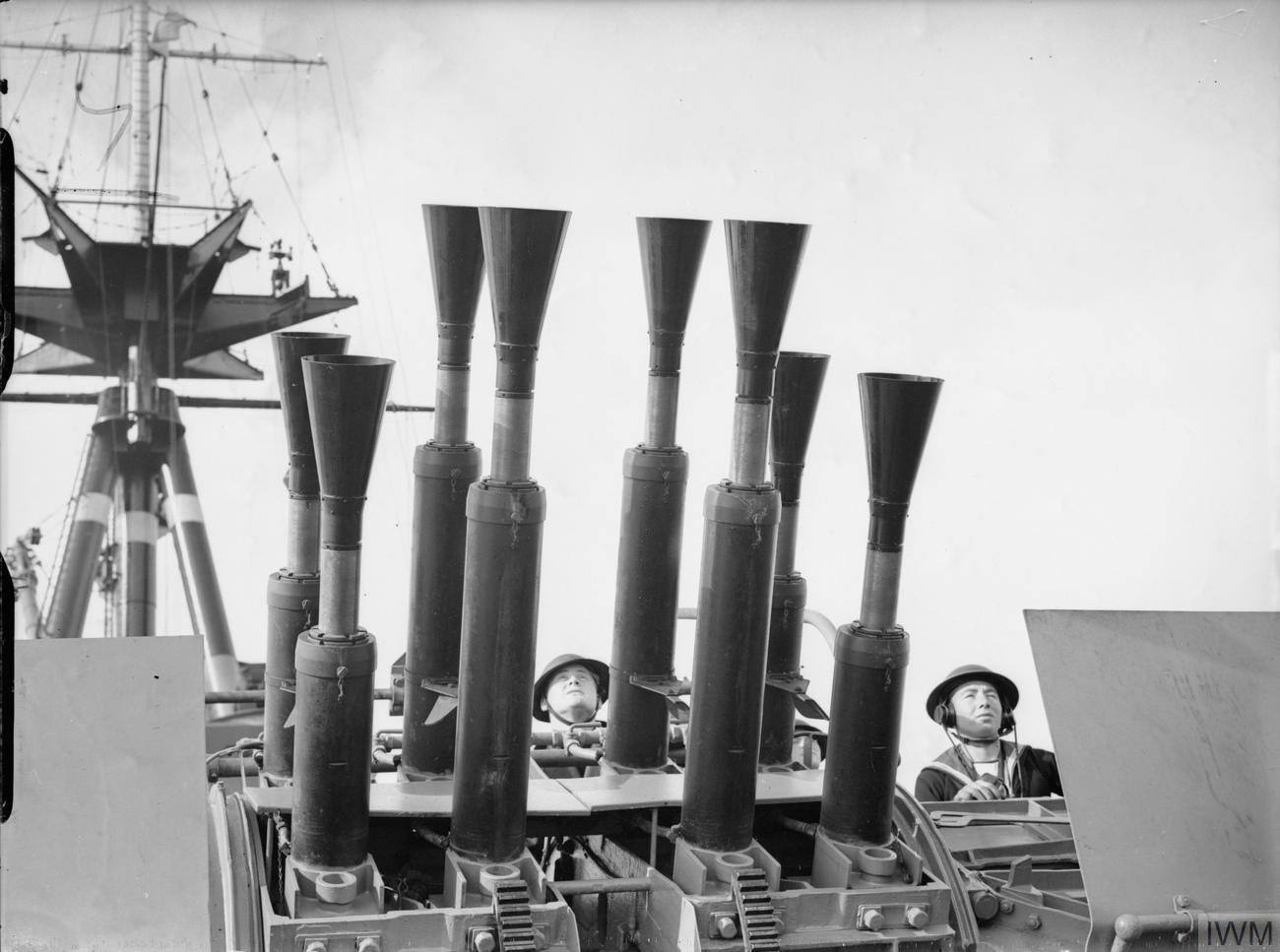
写真はネルソン級戦艦「ロドニー」の4cm八連装ポンポン砲の写真。

他に近接攻撃用に「ヴィッカース 4cm（39口径）ポンポン砲」を採用し、単装砲架で2基搭載したが、主砲が対空砲として有用ではないと解ってから新設計の八連装砲架で片舷1基ずつ計2基に更新した。八連装と言うのは機関砲の搭載形式では類を見なく、これは四連装砲架を接続したもので構造が複雑化したために実戦では弾詰まりや追従速度の低下を招いて対空火器として有効でなかった。
他に主砲では手に負えない相手への対抗として53.3cm魚雷発射管を四連装で片舷1基ずつ計2基装備した。しかし、本級特有の高い艦舷から海面へ射出される「Mark V魚雷」は海面によりしたたかに側面を打つことになり、強度不足により破砕するという事故が多発し、側面を強化した新型魚雷「Mark VII魚雷」が配備されるまで本級の魚雷兵装は有効でなかった。

## 防御
防御装甲の配置はホーキンス級重巡洋艦では同時期に設計された巡洋戦艦「フッド」と同じく
舷側に傾斜装甲を採用するなど工夫が見られたが、本級の装甲配置は装甲巡洋艦と同じく舷側に直接装甲板を貼る直接防御のままであった。装甲厚においては舷側装甲は機関区水線部のみ25mmで主砲塔装甲・主砲塔ターレット装甲も25mmに過ぎず、艦内の弾薬庫の壁面に102mm装甲、天蓋の64mmで防御する形式であった。主甲板の防御も32mmでしかなかった。

## 同型艦
- ノーフォーク
- ドーセットシャー